# Quinta (bướm nhảy)
Quinta là một chi bướm ngày thuộc họ Bướm nâu.